# 皮爾瓦拉
皮爾瓦拉是印度的城市，由拉賈斯坦邦負責管轄，位於該國北部，距離齋浦爾251公里，海拔高度421米，主要經濟活動有紡織業和成衣業，2011年人口360,009。

## 外部連結
- National Information Centre (NIC) Bhilwara
- Textile World （页面存档备份，存于）
- Software Development Company
- Bhilwara on Wikimapia （页面存档备份，存于）